# Ricardo Carvalho
Ricardo Alberto Silveira Carvalho (wym. [ʁiˈkaɾdu kɐɾˈvaʎu]; ur. 18 maja 1978 w Amarante) – portugalski piłkarz, który występował na pozycji obrońcy. W latach 2003–2017 wielokrotny reprezentant Portugalii. Złoty medalista Mistrzostw Europy 2016, srebrny medalista Mistrzostw Europy 2004. Uczestnik Mistrzostw Świata 2010 i 2014. Zwycięzca Ligi Mistrzów z FC Porto w sezonie 2003/04.

## Kariera klubowa

### Kariera w Portugalii
Carvalho urodził się w Amarante, gdzie grał dla miejscowej drużyny, Amarante FC. Przez swój talent piłkarski, jako młodzieniec, został zauważony przez portugalski klub FC Porto i w 1996 dołączył do akademii portugalskiego giganta.
Następnie przeszedł do Leça FC. Później reprezentował barwy FC Porto, z którym wygrał Puchar UEFA, Ligę Mistrzów i dwukrotnie portugalską Superligę. Był też wypożyczany do słabszych zespołów: Vitórii i FC Alverca.

### Chelsea
Jego dobra postawa w turnieju została szybko zauważona, co spowodowało zainteresowanie ze strony najlepszych europejskich klubów. Ostatecznie w lipcu 2004 roku trafił do Chelsea za € 30 mln, gdzie trenerem został José Mourinho, jego wcześniejszy szkoleniowiec. W sezonie 2006/07 Ricardo wraz z Johnem Terrym stworzyli najlepszy duet środkowych obrońców w Premiership. W roku 2008 został wybrany przez kolegów z zespołu jako Gracz Roku 2008 w zespole.

### Real Madryt
10 sierpnia 2010 roku za pośrednictwem oficjalnej strony Realu Madryt ogłoszono, iż Portugalczyk za sumę 8 milionów euro trafił do stołecznego klubu. Zawodnik podpisał z klubem dwuletni kontrakt z opcją przedłużenia o kolejny sezon. 11 września 2010 roku strzelił swoją pierwszą bramkę dla nowego zespołu w meczu przeciwko Osasunie.

### AS Monaco
1 lipca 2013 roku oficjalnie podpisał kontrakt z francuskim AS Monaco. 
10 sierpnia 2013 roku zadebiutował w ligowym spotkaniu przeciwko Girondins Bordeaux, zakończonym zwycięstwem Monako 2:0.
10 sierpnia 2014 roku został usunięty z boiska po dwóch żółtych kartkach, gdy AS Monaco rozpoczęło sezon od porażki 2–1 u siebie z Lorient. 
14 kwietnia 2015 roku sfaulował Álvaro Moratę, co spowodowało przyznanie rzutu karnego, który wykonał Arturo Vidal, a Monaco przegrało z Juventusem w pierwszym meczu ćwierćfinału Ligi Mistrzów. Ostatecznie spotkanie zakończyło się wynikiem 1:0, a w drugim spotkaniu padł bezbramkowy remis, Monako odpadło z turnieju.
W lipcu 2015 roku podpisał nową roczną umowę, która wiązała go z klubem do lipca 2016 roku.

### Shanghai Port
15 lutego 2017 roku oficjalnie przeniósł się do chińskiego Shanghai Port. 6 października 2017 roku został skazany w Hiszpanii na siedmiomiesięczny wyrok w zawieszeniu za oszustwa podatkowe.
1 lipca 2018 roku zakończył piłkarską karierę.

### Statystyki kariery
Stan na koniec sezonu 2012/2013
| Klub               | Liga               | Sezon              | Liga  | Liga | Puchar | Puchar | Puchar ligi | Puchar ligi | Europa | Europa | Inne  | Inne | Łącznie | Łącznie |
| Klub               | Liga               | Sezon              | Mecze | Gole | Mecze  | Gole   | Mecze       | Gole        | Mecze  | Gole   | Mecze | Gole | Mecze   | Gole    |
| Leça FC            | Primeira Liga      | 1997/98            | 22    | 1    | 2      | 0      | –           | –           | -      | -      | -     | -    | 24      | 1       |
| Leça FC            | Primeira Liga      | Razem              | 22    | 1    | 2      | 0      | –           | –           | -      | -      | -     | -    | 24      | 1       |
| FC Porto           | Primeira Liga      | 1998/99            | 1     | 0    | 0      | 0      | –           | –           | 0      | 0      | 0     | 0    | 1       | 0       |
| FC Porto           | Primeira Liga      | Razem              | 1     | 0    | 0      | 0      | –           | –           | 0      | 0      | 0     | 0    | 1       | 0       |
| Vitória Setúbal    | Primeira Liga      | 1999/00            | 25    | 2    | 2      | 0      | –           | –           | –      | –      | –     | –    | 27      | 2       |
| Vitória Setúbal    | Primeira Liga      | Razem              | 25    | 2    | 2      | 0      | –           | –           | –      | –      | –     | –    | 27      | 2       |
| FC Alverca         | Primeira Liga      | 2000/01            | 29    | 1    | 3      | 0      | –           | –           | –      | –      | –     | –    | 32      | 1       |
| FC Alverca         | Primeira Liga      | Razem              | 29    | 1    | 3      | 0      | –           | –           | –      | –      | –     | –    | 32      | 1       |
| FC Porto           | Primeira Liga      | 2001/02            | 25    | 0    | 2      | 0      | –           | –           | 10     | 0      | –     | –    | 37      | 0       |
| FC Porto           | Primeira Liga      | 2002/03            | 18    | 1    | 6      | 0      | –           | –           | 7      | 0      | 1     | 0    | 32      | 1       |
| FC Porto           | Primeira Liga      | 2003/04            | 29    | 2    | 3      | 0      | –           | –           | 13     | 1      | 1     | 0    | 46      | 3       |
| FC Porto           | Primeira Liga      | Razem              | 72    | 3    | 11     | 0      | –           | –           | 30     | 1      | 2     | 0    | 115     | 4       |
| Chelsea            | Premier League     | 2004/05            | 25    | 1    | 1      | 0      | 3           | 0           | 10     | 0      | –     | –    | 39      | 1       |
| Chelsea            | Premier League     | 2005/06            | 24    | 1    | 3      | 0      | 0           | 0           | 8      | 2      | 0     | 0    | 35      | 3       |
| Chelsea            | Premier League     | 2006/07            | 31    | 3    | 5      | 1      | 4           | 0           | 10     | 0      | 1     | 0    | 51      | 4       |
| Chelsea            | Premier League     | 2007/08            | 21    | 1    | 2      | 0      | 4           | 0           | 10     | 0      | 1     | 0    | 38      | 1       |
| Chelsea            | Premier League     | 2008/09            | 12    | 1    | 2      | 0      | 0           | 0           | 4      | 0      | –     | –    | 18      | 1       |
| Chelsea            | Premier League     | 2009/10            | 22    | 0    | 1      | 0      | 0           | 0           | 5      | 0      | 1     | 1    | 29      | 1       |
| Chelsea            | Premier League     | Razem              | 135   | 7    | 14     | 1      | 11          | 0           | 47     | 2      | 3     | 1    | 210     | 11      |
| Real Madryt        | Primera División   | 2010/11            | 33    | 3    | 6      | 0      | –           | –           | 9      | 0      | –     | –    | 48      | 3       |
| Real Madryt        | Primera División   | 2011/12            | 8     | 0    | 1      | 0      | –           | –           | 2      | 0      | 2     | 0    | 13      | 0       |
| Real Madryt        | Primera División   | 2012/13            | 9     | 0    | 6      | 0      | –           | –           | 1      | 0      | 0     | 0    | 16      | 0       |
| Real Madryt        | Primera División   | Razem              | 50    | 3    | 13     | 0      | –           | –           | 12     | 0      | 2     | 0    | 77      | 3       |
| AS Monaco          | Ligue 1            | 2013/14            | 37    | 0    | 3      | 0      | 0           | 0           | –      | –      | 1     | 0    | 41      | 0       |
| AS Monaco          | Ligue 1            | 2014/15            | 13    | 0    | 0      | 0      | 0           | 0           | 5      | 0      | 1     | 0    | 19      | 0       |
| AS Monaco          | Ligue 1            | Razem              | 50    | 0    | 3      | 0      | 0           | 0           | 5      | 0      | 1     | 0    | 58      | 0       |
| Łącznie w karierze | Łącznie w karierze | Łącznie w karierze | 384   | 16   | 48     | 1      | 11          | 0           | 94     | 3      | 9     | 1    | 544     | 21      |

## Kariera reprezentacyjna
W sezonie 2003-04, Carvalho zdobył swoje pierwsze zwycięstwo dla reprezentacji Portugalii w dniu 11 października 2003 roku w towarzyskim meczu z Albanią wygrywając spotkanie 5:3. Ugruntował swoją pozycję jako kluczowy członek kadry narodowej, rozpoczynając w podstawowej XI podczas mistrzostw Europy w 2004 roku. W turnieju był nominowany do ekipy turniejowej UEFA Euro wraz ze swoimi rodakami Maniche, Luísem Figo i Cristiano Ronaldo. Carvalho nawiązał silne partnerstwo z Jorge Andrade w defensywie Portugalii, gdy jego kraj dotarł do finału. Jednak przegrali oni 1-0 z Grecją w zaskoczeniu całego świata. Ricardo wystartował we wszystkich sześciu meczach Portugalii w turnieju, w tym w epickim meczu z Anglią, w którym został wybrany najlepszym zawodnikiem spotkania, a Portugalia wygrała 6:5 po rzutach karnych. Ekspert BBC Sport, Alan Hansen, powiedział, że Carvalho był, wraz z Solem Campbellem, najlepszym obrońcą Euro 2004.
Carvalho reprezentował Portugalię na Mistrzostwach Świata 2006 w Niemczech, zajmując ostatecznie czwarte miejsce. Podczas meczu ćwierćfinałowego z Anglią sędzia Horacio Elizondo orzekł, że Wayne Rooney podeptał pachwinę Carvalho tuż przed nim, a Anglik otrzymał czerwoną kartkę i został odesłany do szatni za brutalne zachowanie. Angielskie media spekulowały jednak, że kolega z drużyny Cristiano Ronaldo wpłynął na decyzję Elizondo, agresywnie narzekając, po czym był widziany w powtórkach mrugających na portugalskiej ławce po dymisji Rooneya. W półfinałowym meczu z Francją w Monachium Carvalho sfaulował Thierry’ego Henry’ego we własnym polu karnym, co spowodowało rzut karny. Zinédine Zidane wykorzystał jedenastkę i dał Francji zwycięstwo 1-0 nad Portugalią. W tym samym spotkaniu Carvalho został ukarany drugą żółtą kartką (w wyniku dwóch żółtych kartek otrzymał czerwoną) i nie mógł zagrać w meczu o trzecie miejsce z gospodarzami turnieju – Niemcami. Spotkanie odbyło się 8 lipca w Stuttgarcie, a zakończyło się porażką Portugalii 3:1. Ricardo grał w każdym z poprzednich meczów swojej drużyny podczas Mistrzostw Świata, jako członek środkowej pary defensywnej Portugalii w początkowym składzie drużyny wraz z Fernando Meirą, a dzięki swoim występom był jednym z 23 graczy nominowany do All Star Team turnieju.
Carvalho został powołany na Euro 2008. Grał w trzech z czterech meczów Portugalii w turnieju, w tym w wygranym 2:0 z Turcją i 3:1 zwycięstwie nad Czechami w fazie grupowej i meczu ćwierćfinałowym, w którym Portugalia przegrała 3:2 z Niemcami. Dwa lata później Carvalho został ponownie powołany do składu Portugalii na Mistrzostwa Świata w Piłce Nożnej 2010. Założył partnerstwo z Bruno Alvesem na środku obrony, grając we wszystkich meczach fazy grupowej bez utraty bramki. Tym razem Portugalia dotarła do ćwierćfinału turnieju, gdzie następnie przegrała 1:0 z Hiszpanią poprzez bramkę Davida Villa.
W dniu 31 sierpnia 2011 Carvalho wycofał się z międzynarodowej piłki nożnej, nie informując trenera i kolegów z drużyny przed meczem Portugalii z Cyprem. Był to mecz eliminacyjny do Euro 2012. Ricardo ogłaszając w oświadczeniu prowadzonym przez państwową agencję informacyjną Lusa określił zachowanie sztabu szkoleniowego i trenera jako „brak szacunku”.
3 października 2014 roku, po ponad trzech latach nieobecności w kadrze, Carvalho został powołany przez świeżo powołanego trenera Portugalii Fernando Santosa na towarzyski mecz z Francją i mecz eliminacyjny do Euro 2016 z Danią. 29 marca 2015 r., w eliminacjach z Serbią, strzelił pierwszego gola od ponad ośmiu lat w wygranym u siebie meczu 2:1. W wieku 38 lat był najstarszym zawodnikiem grającym w polu podczas finałów Euro 2016 we Francji. Sam turniej Carvalho rozpoczął grając we wszystkich trzech meczach fazy grupowej swojej drużyny, ale został wycofany z początkowego składu w fazach pucharowych, a w jego miejsce wszedł inny środkowy obrońca – José Fonte. Portugalii udało się wygrać turniej, pokonując gospodarzy 1-0 w finale w dogrywce, a Carvalho pozostał na ławce rezerwowych.
W 2017 roku zdobył brązowy medal na Pucharze Konfederacji w Rosji nie grając w żadnym spotkaniu. Po samym turnieju zakończył karierę reprezentacyjną w wieku 39 lat.

## Życie prywatne
Żoną Ricardo jest Portugalka o imieniu Carina. Wspólnie doczekali się dwójki dzieci: chłopca Rodrigo oraz dziewczynki Raquel.

## Sukcesy

### Porto
- Mistrzostwo Portugalii: 1999, 2003, 2004
- Puchar Portugalii: 2003
- Superpuchar Portugalii: 1998, 2003, 2004
- Puchar UEFA: 2003
- Liga Mistrzów: 2004

### Chelsea
- Mistrzostwo Anglii: 2005, 2006, 2010
- Puchar Anglii: 2007, 2009, 2010
- Tarcza Wspólnoty: 2005, 2009
- Puchar Ligi Angielskiej: 2005, 2007

### Real Madryt
- Puchar Hiszpanii: 2011
- Mistrzostwo Hiszpanii: 2012
- Superpuchar Hiszpanii: 2012

### Reprezentacja
- Mistrzostwa Europy 2004:  Srebro
- Mistrzostwa Europy 2016:  Złoto

### Indywidualnie
- Piłkarz Roku w Portugalii: 2003
- Najlepszy obrońca Roku według UEFA: 2004
- Drużyna Roku UEFA: 2004
- Jedenastka marzeń według UEFA podczas Mistrzostw Europy 2004 w Portugalii
- Jedenastka marzeń według FIFA podczas Mistrzostw Świata 2006 w Niemczech

## Odznaczenia
- Oficer Orderu Infanta Henryka: 2004[17]